# Savigny-sous-Faye
 Savigny-sous-Faye  es una población y comuna francesa, situada en la región de Poitou-Charentes, departamento de Vienne, en el distrito de Châtellerault y cantón de Lencloître.

## Demografía
| 536 | 411 | 356 | 282 | 283 | 298 |
| Para los censos de 1962 a 1999 la población legal corresponde a la población sin duplicidades (Fuente: INSEE [Consultar]) |     |     |     |     |     |